# Golgotha (roman)
Pour les articles homonymes, voir Golgotha (homonymie).
Golgotha est la troisième partie du roman Cryptonomicon écrit par l'auteur de science-fiction américain Neal Stephenson.
Compte tenu de la taille du roman et du nombre de pages (551 pages en édition Livre de poche), cette troisième partie a été publiée en France sous forme d'un volume autonome.

## Place dans le roman et publications
- Le Code Énigma
- Le Réseau Kinakuta
- Golgotha :
  - Payot SF  (ISBN 2-228-89469-9) (2001)
  - Le Livre de poche  (ISBN 2-253-07255-9)

## Thématique
À travers Cryptonomicon, Neal Stephenson engage une réflexion sur l'impact de l'informatique et de la cryptographie sur la société humaine.